# Amory, Mississippi
Amory là một thành phố thuộc quận Monroe, tiểu bang Mississippi, Hoa Kỳ. Năm 2010, dân số của thành phố này là 7 316 người.

## Dân số
- Dân số năm 2000: 7 609 người.
- Dân số năm 2010: 7 316 người.